# 히가시후지시마촌
히가시후지시마촌(東藤島村)은 후쿠이현 요시다군에 설치되었던 촌이다. 현재의 후쿠이시에 해당한다.